# Demphra
Marlene Josefina Romero Rodríguez (Santo Domingo, República Dominicana, 4 de mayo de 1982), conocida artísticamente como Demphra, es una cantante panameña de origen dominicano. Es conocida por haber sido miembro del grupo La Factoría, junto a Joey Montana y Joysi Love.

## Biografía

### Estudios
Nació el 4 de mayo de 1982 en Rep. Dominicana. A sus 10 años emigró a Panamá y cursó sus estudios en el Instituto Bilingüe Simón Rodríguez y un año en la universidad en la carrera de Banca y Finanzas. A inicios de su carrera Demphra conoció a productores musicales como, Dj Pablito, Nayo, El Chombo y Elian Davis.

### Carrera
En 1999 Firma con la Compañía Panama Music Corp. y en 2002 lanza su primer disco como solista (compilatorio) llamado “La Willa Demphra”, bajo la producción de Dj Pablito, con grandes éxitos como: El muslo, Tilin Tilin, Ush, y La que me quita mi marido.
Debido al gran éxito que tuvo esta producción, La Willa fue invitada a formar parte del prestigioso grupo “La Factoría” que su Mánager Januario Crespo venía planeando hace meses con la idea de que fuera un grupo con una gran proyección internacional. En ese entonces eran parte de este grupo Goodfella, Joysi, Dj Pablito, Demphra y Mc Joe conocido actualmente como Joey Montana. La canción "Perdóname" vendió miles de copias y fue un éxito nacional. 
Demphra fue nominada por un Disco de Oro. Por el año 2008, Joysi se separa del grupo y poco después Demphra también. En 2013, Demphra se va de Panama Music siendo su última producción con la compañía el tema en bachata "Así lo Amo" estrenada en febrero del año en mención. Demphra continúa su carrera en solitario y es una artista activa en Panamá y diferentes partes del mundo.

## Discografía
Como Solista
- 2002: La Willa (Compilatorio)
- 2017: Mistics (EP)
- 2017: Invictus (Compilatorio)

Con La Factoría
- 2001: La Factoría (Álbum)
- 2004: Más Allá (Álbum)
- 2006: Nuevas Metas (Álbum)
- 2009: Demphra (Álbum)